# 青森県道176号赤川下北停車場線
青森県道176号赤川下北停車場線（あおもりけんどう176ごう あかがわしもきたていしゃじょうせん）は、青森県むつ市を通る一般県道である。

## 概要
むつ市南赤川町で国道279号から分岐し、JR大湊線に並行し、同市下北町の大湊線下北駅前に至る。終点では青森県道272号下北停車場線に連続する。

### 路線データ
- 起点：むつ市大字田名部字赤川[1]
- 終点：下北停車場[1]

## 歴史
- 1961年（昭和36年）2月10日 - 県道に認定される[1]。

## 地理

### 接続する主な道路
- 国道279号（むつ市大字田名部字赤川、起点）
- 青森県道271号赤川停車場線（むつ市赤川町）
- 青森県道177号海老川新町線・青森県道272号下北停車場線（終点）

### 沿線の施設など
- JR大湊線 赤川駅
- 下北自動車学校
- JR大湊線 下北駅